# Archaeomenia prisca
Archaeomenia prisca is een Solenogastressoort uit de familie van de Hemimeniidae. De wetenschappelijke naam van de soort is voor het eerst geldig gepubliceerd in 1906 door Thiele.